# رأس الكعبرة
رأس الكعبرة (بالإنجليزية: Head of radius)‏ تقع على الجزء القريب (بالإنجليزية: proximal)‏ من عظم الكعبرة ولها شكل أسطواني، وعلى سطحها العلوي حُفَيْرَة للتمفصل مع رؤيس العضد. محيط رأس الكعبرة ناعم أملس، والرأس عريض من الجهة الإنسية حيث يتمفصل مع الثلمة الكعبرية للزند ، وضيق من باقي المحيط حيث يطوّقه الرباط الحلقي الكعبري.

## الأسطح المفصلية
رأس الكعبرة متشكّل ليتمفصل مع مجموعة من الأسطح المفصلية أثناء حركتي ثنى و مدّ المرفق (بالإنجليزية: flexion-extension)‏ وتدوير الساعد بسطاً (راحة اليد لأعلى) و كبّاً (راحة اليد لأسفل) (بالإنجليزية: supination-pronation)‏ .

### المفصل العضدي الكعبري
سطح الرأس القريب (بالإنجليزية: proximal)‏ مقعّر و كَأْسِيُّ الشَّكْل لينسجم مع السطح الكروي لرؤيس العضد ، وبذلك يمكن للكعبرة أن تنزلق على رؤيس العضد أثناء حركتي ثنى و مدّ المرفق ، بينما تستدير في نفس الوقت حول محورها الرئيسي خلال عملية بسط و كبّ الساعد (تدوير الساعد لتكون راحة اليد متجهة لأعلى أو لأسفل).
في عظم العضد ، يوجد ثلم (أخدود) يفصل ما بين رؤيس العضد و البكرة العضدية. في عظم الكعبرة يوجد على رأس الكعبرة سطح هِلالِيّ الشكل يدور على محيط الرأس و مُتشكّل بحيث يتمفصل دائما مع هذا الثلم بين رؤيس العضد و البكرة العضدية.
يتواجد رؤيس العضد فقط في الجزء الأمامي لعظم العضد ولا يمتد إلى الجزء الخلفي للعظم (كما هو حال البكرة العضدية التي تمتد من الأمام إلى خلف عظم العضد) ، وبالتالي عند تمديدّ المرفق كاملاً حتى النهاية يتمفصل النصف الأمامي فقط لرأس الكعبرة مع رؤيس العضد. أما عند ثني المرفق كاملاً حتى النهاية فإن رأس الكعبرة يتخطى رؤيس العضد ويستقر فوقها في الحفرة الكعبرية على الجزء الأمامى من عظم العضد.

### المفصل الكعبري الزندي القريب
رأس الكعبرة اسطوني الشكل ليسمح بالدوران المحوري لعظم الكعبرة، وبالتالي يتمفصل مع عظم الزند بواسطة الرباط الحلقي الكعبري و الثلمة الكعبرية للزند.
و مع ذلك فإن رأس الكعبرة ليس اسطوني الشكل على نحو كامل تماماً، ولكنه إِهْلِيلَجِيّ (بَيْضَاوِيّ) نوعا ما. في الوضعية التشريحية يكون طول المحور الأكبر لرأس الكعبرة 28 مم (1.1 إنش) ويتجه على المحور الأمامي-الخلفى، ويكون طول المحور الأصغر لرأس الكعبرة 24 مم (0.94 إنش) ويتجه على المحور الإنسي-الوحشي. وعلى الرّغْمِ مِنْ أنّ الرباط الحلقي الكعبري يقبض بإحكام على رأس الكعبرة ليبقيها في مكانها، إلا أنه (الرباط) لا يزال مرناً بما فيه الكفاية ليسمح ببعض التمدد أثناء دوران الرأس داخله.
أثناء عملية الانكباب (بالإنجليزية: pronation)‏ يدور عظم الكعبرة ليجعل راحة اليد متجهة لأسفل، فيدور عظم الكعبرة بحيث أن المحور الأكبر لرأس الكعبرة يصل إلى الثلمة الكعبرية للزند ، مما يسبب ازاحة جانبية وحشية، صغيرة ولكن مؤثرة، للمحور الأكبر لعظم الكعبرة. وتكون هذه الإزاحة مساويةً لنصف الفارق بين طول محوري رأس الكعبرة السابق ذكرهما (الأكبر و الأصغر) ، أي 2 مم (0.079 إنش) ، وهي مسافة تكفي بالكاد لاستيعاب الأحدوبة الكعبرية بعد تحركها في الإتجاه الإنسي.

## صور اضافية

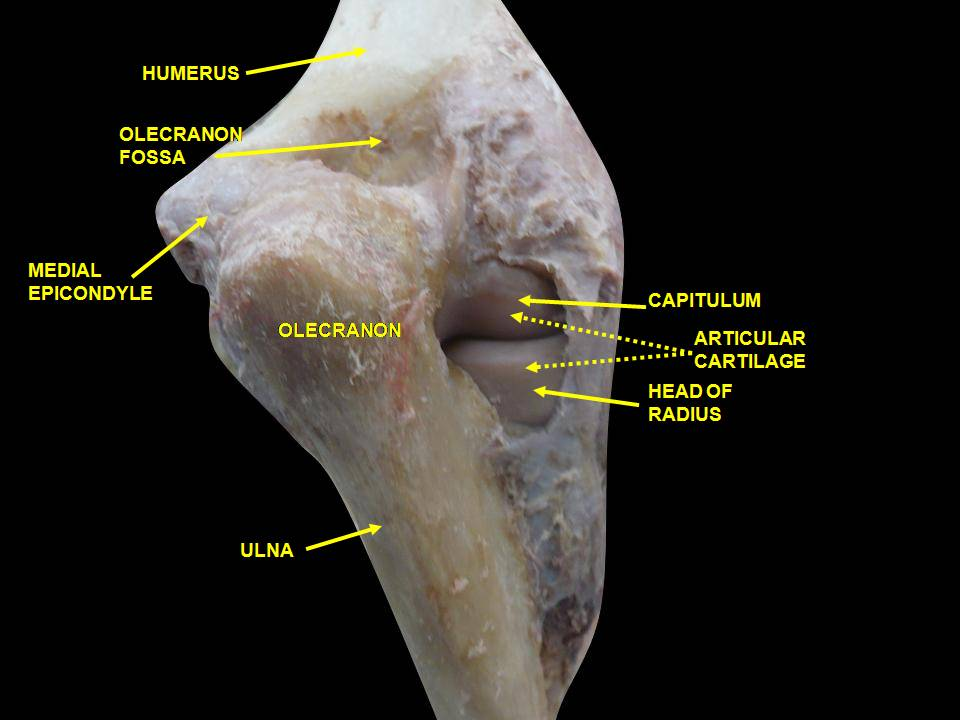
مفصل المرفق ، تشريح عميق ، نظرة أمامية.
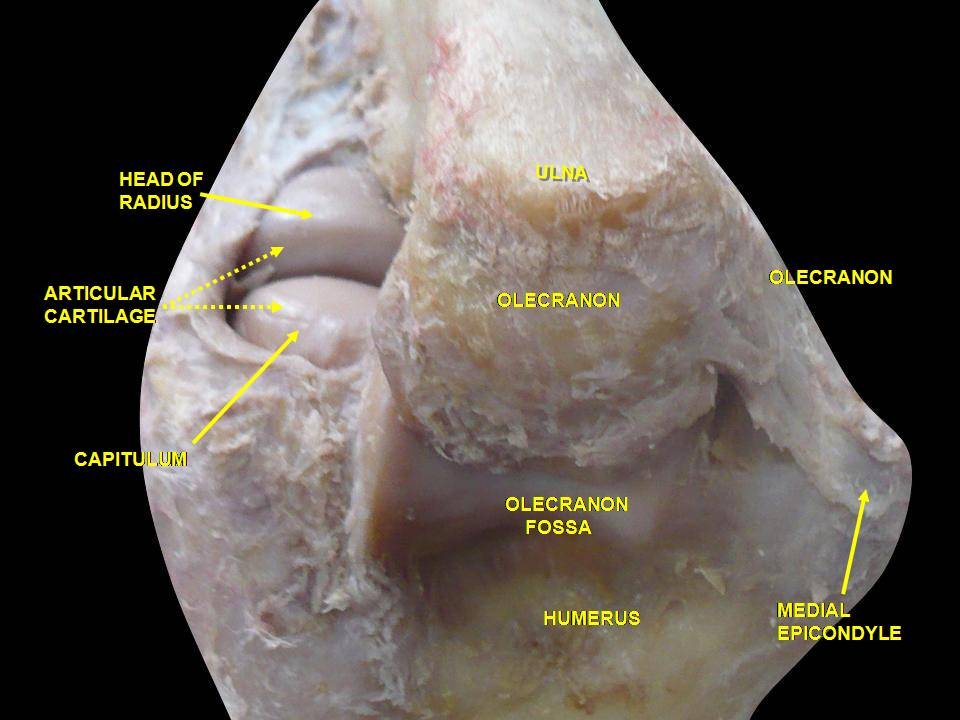
مفصل المرفق ، تشريح عميق ، نظرة أمامية.
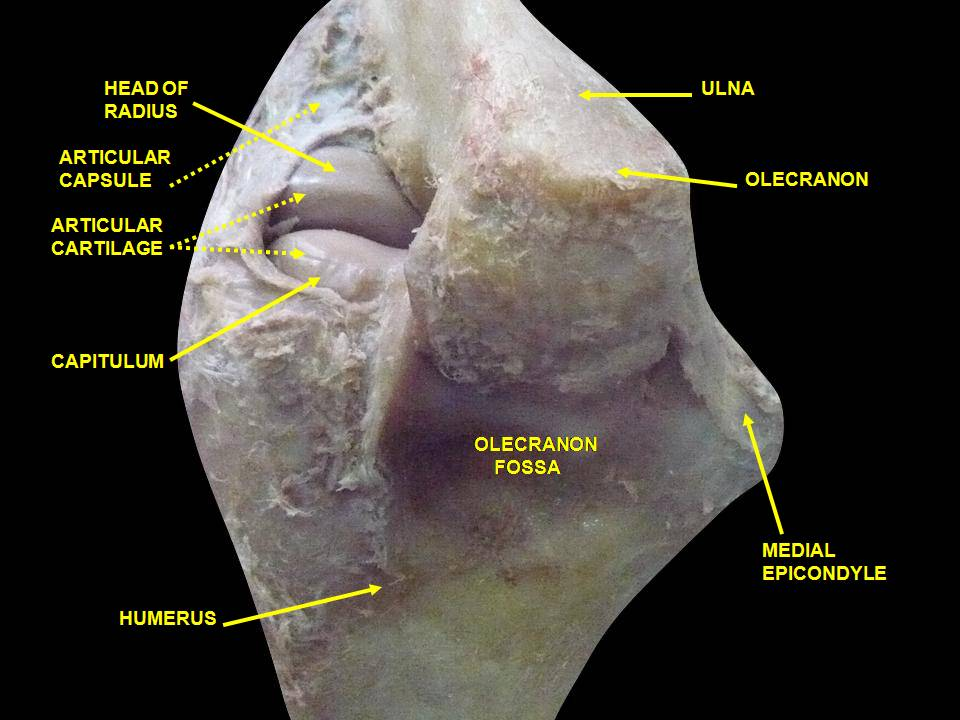
مفصل المرفق ، تشريح عميق ، نظرة أمامية.
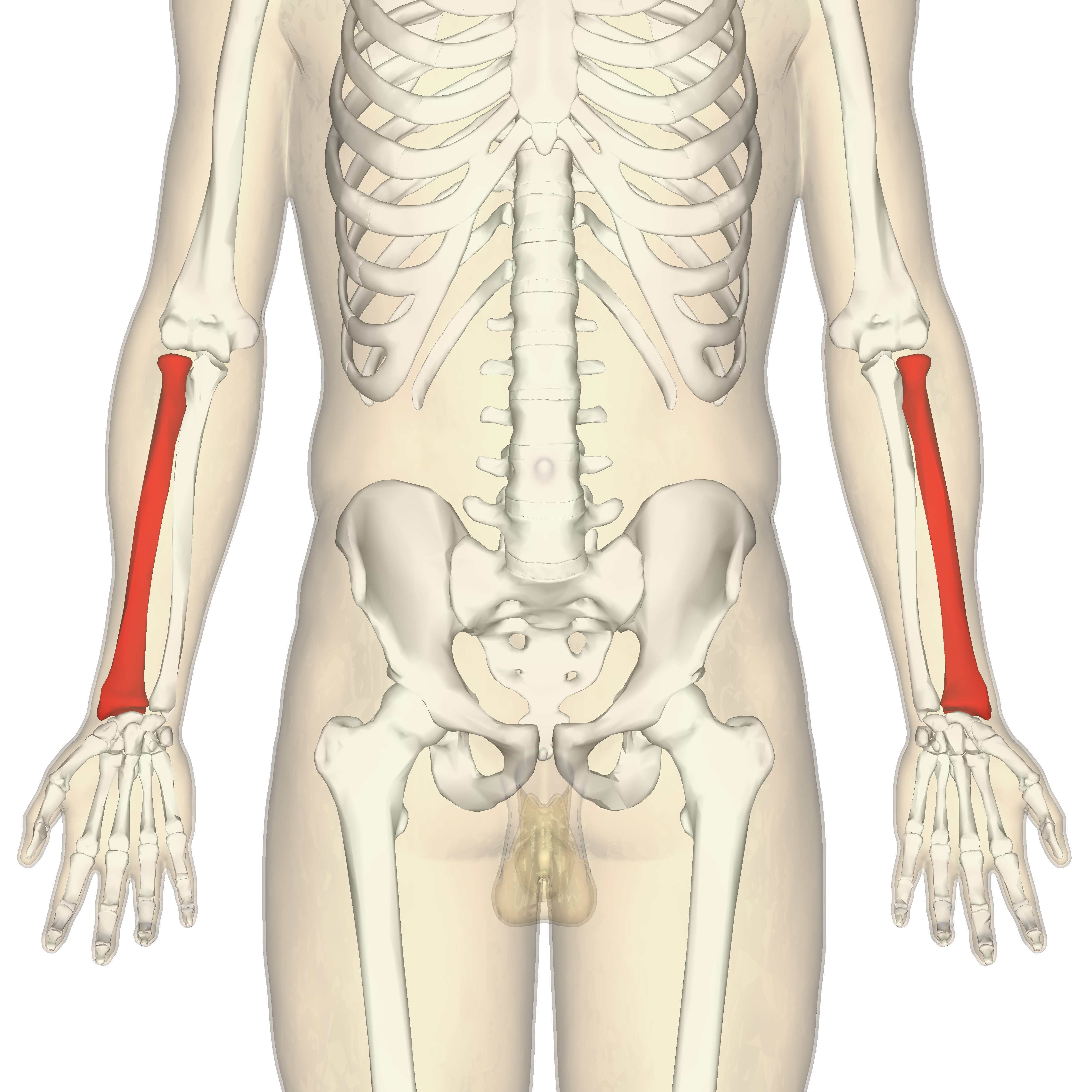
عظم الكعبرة مبين باللون الأحمر.
عظم الكعبرة مبين باللون الأحمر.
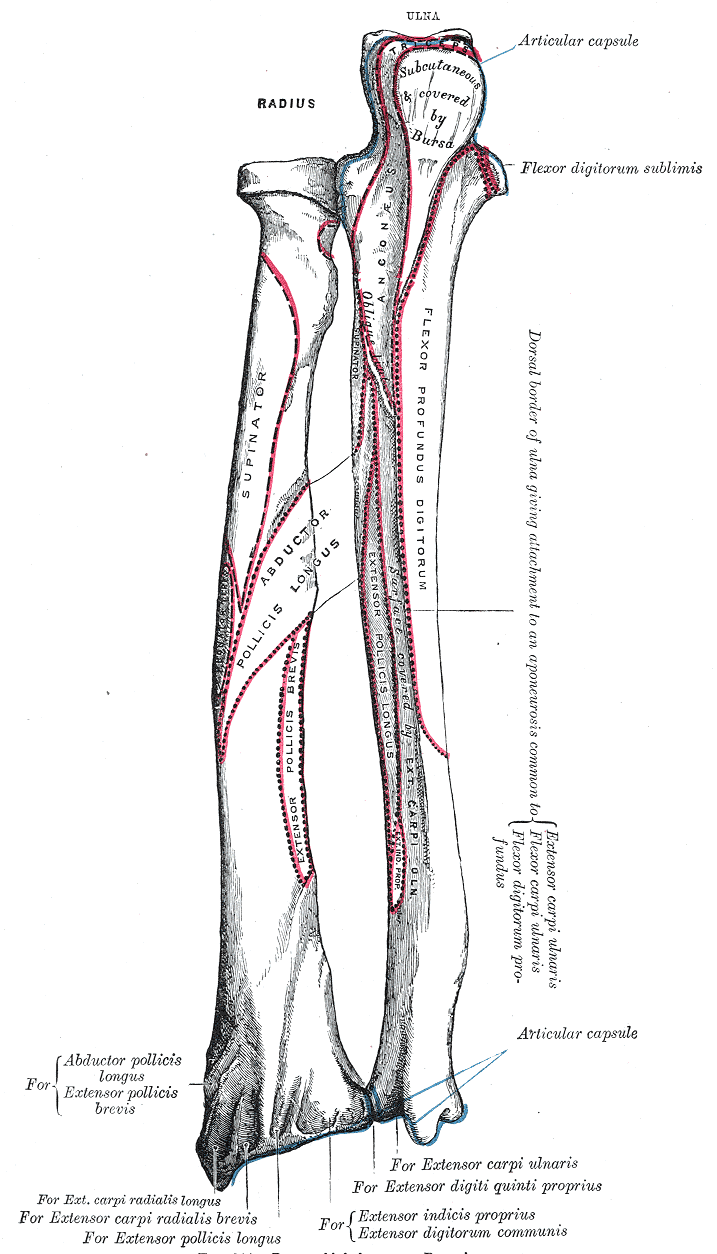
عظام الساعد الأيسر من الخلف.
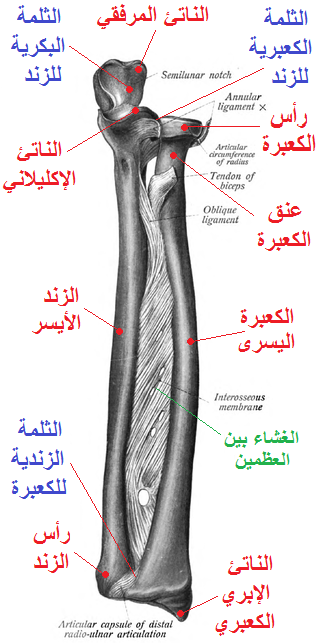
الكعبرة اليسرى.
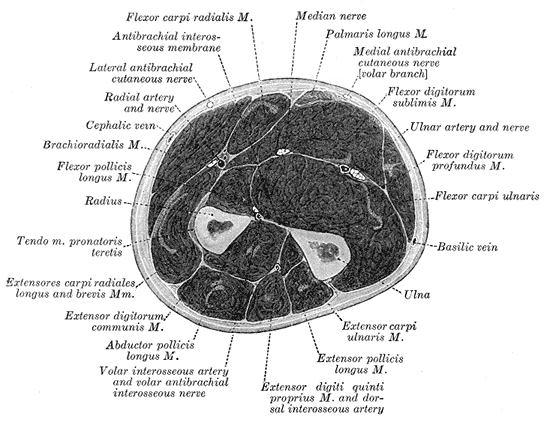
مقطع مستعرض في الساعد يظهر فيه عظم الكعبرة وعظم الزند.
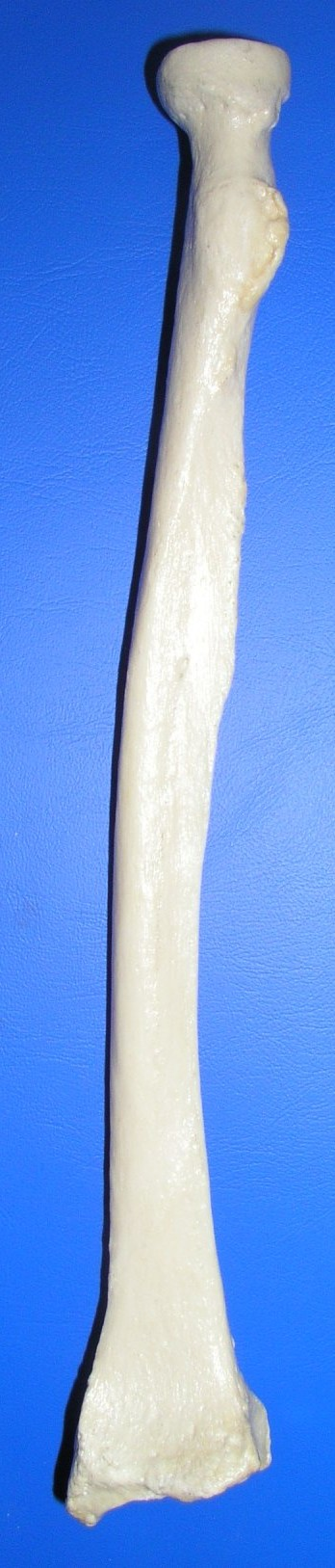
عظم الكعبرة من الأمام.
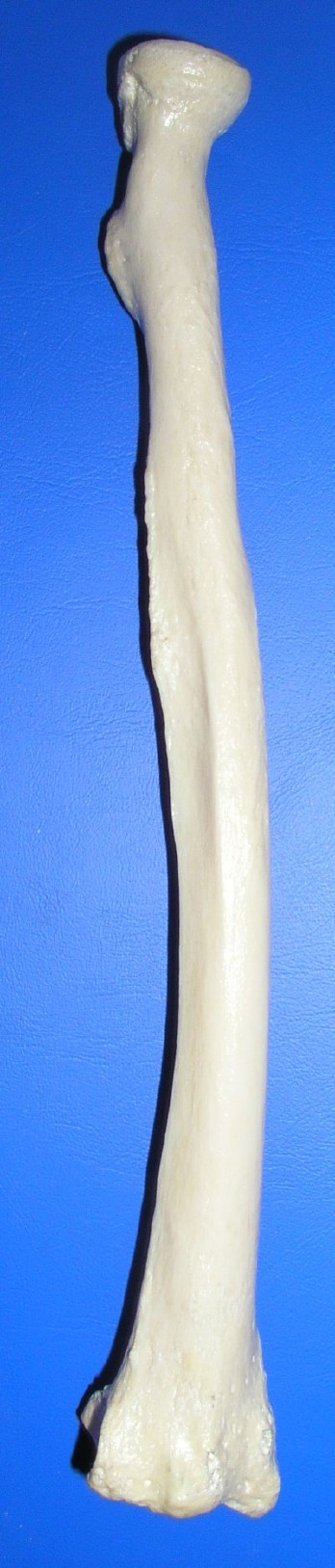
عظم الكعبرة من الخلف.
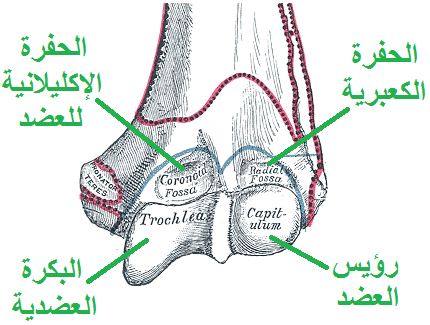
عرض أمامي للجزء البعيد من عظم العضد الأيسر.
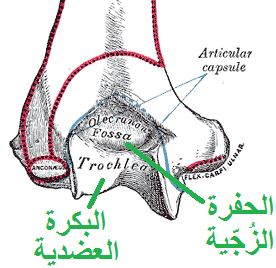
عرض خلفي للجزء البعيد من عظم العضد الأيسر.